# Pomnik Przyrody Taglilienfeld

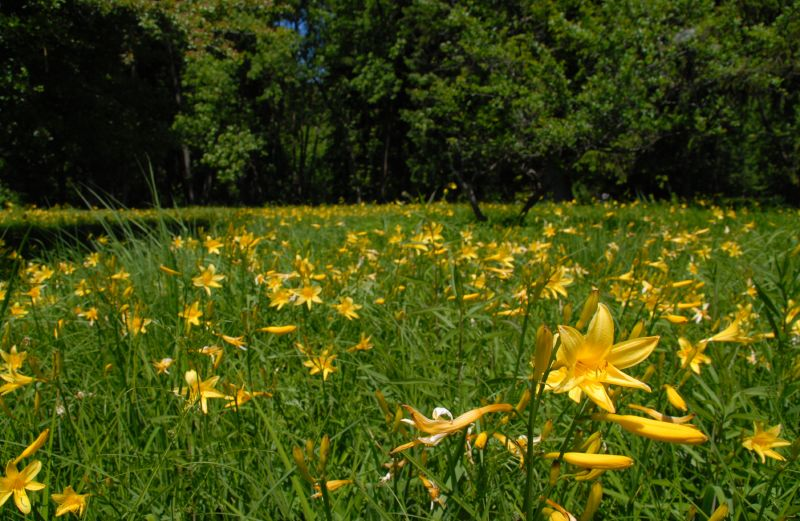
Taglilienfeld

Pomnik Przyrody "Pole liliowców" (niem. Naturdenkmal Taglilienfeld) - pomnik przyrody w St. Stephan (gmina Rehling) w Bawarii ustanowiony w 1982 roku.

## Opis
Celem utworzenia pomnika jest ochrona jednego z największych w Europie środkowej, stanowiska liliowców (Hemerocallis lilioasphodelus). Stanowi je pole o wymiarach 50 x 50.

## Historia
Przypuszczalnie są to zdziczałe rośliny pochodzące z przydomowych ogrodów mieszkańców okolicy. Prawdopodobnie zdziczały już w czasach średniowiecza. Pole zainteresowało lokalnych naukowców. Szwabski Klub Nauk Przyrodniczych (Naturwissenschaftlichen Verein Schwaben e.V.) wykupił polę w 1930 roku w celu ochrony i prowadzenia badań. W 1982 roku teren został oficjalnie uznany za pomnik przyrody.